# Pseudoxyrhopus ankafinaensis
Espèce
Statut de conservation UICN

 CR B1ab(iii) : 
En danger critique
Pseudoxyrhopus ankafinaensis est une espèce de serpents de la famille des Lamprophiidae. 

## Répartition
Cette espèce est endémique de Madagascar.

## Description
Dans leur description les auteurs indiquent que le spécimen en leur possession mesure 106 cm tout en précisant que la queue, d'une longueur de 12 cm, est incomplète. Cette espèce n'est connue que par son holotype capturé en 1880 par Rev. W.D. Cowan.

## Étymologie
Son nom d'espèce, composé de ankafina et du suffixe latin -ensis, « qui vit dans, qui habite », lui a été donné en référence au lieu de sa découverte, Ankafina-Tsarafidy.

## Publication originale
- Raxworthy & Nussbaum, 1994 : A review of the madagascan snake genera Pseudoxyrhopus, Pararhadinaea and Heteroliodon (Squamata: Colubridae). Miscellaneous Publications, Museum of Zoology University of Michigan, n. 182, p. 1-37 (texte intégral).